# Mezholezy (huyện Horšovský Týn ngày xưa)
Mezholezy (dříve okres Horšovský Týn) là một làng thuộc huyện Domažlice, vùng Plzeňský, Cộng hòa Séc.